# Chaetodexia trilineata
Chaetodexia trilineata är en tvåvingeart som beskrevs av Louis-Paul Mesnil 1976. Chaetodexia trilineata ingår i släktet Chaetodexia och familjen parasitflugor.
Artens utbredningsområde är Madagaskar. Inga underarter finns listade i Catalogue of Life.